# Eurycentrum monticola
Eurycentrum monticola är en orkidéart som beskrevs av Rudolf Schlechter. Eurycentrum monticola ingår i släktet Eurycentrum och familjen orkidéer. Inga underarter finns listade i Catalogue of Life.